# Ljumsksvamp
Ljumsksvamp är svamp som infekterar ljumskarna och hos män ofta pungen. Det är samma typ av svamp som förekommer på fötterna då kallas den Tinea Pedis (fotsvamp). Utslagen är ofta rödbruna med en tydligt definierad kant och de bidrar ofta till klåda. Svamp i ljumsken är vanligast hos män som idrottar men det förekommer också hos kvinnor. När kvinnor drabbas av ljumsksvamp är det vanligare att det är en jästsvamp som också kan infektera slidan, munhålan och tarmen. 
Svampen trivs i fuktiga varma miljöer och den gynnas av nötning. För att bli av med svamp i ljumskarna ska kan man behandla med receptfria läkemedel och använda kläder i naturmaterial som sitter lätt och luftigt på kroppen. Har man samtidigt en annan svampinfektion på kroppen (till exempel fotsvamp) så måste även denna behandlas för att undvika återkommande infektioner. Svampen smittar relativt lätt, därför bör man undvika allmänna sanitetsområden.